# Fucellia griseola
Fucellia griseola är en tvåvingeart som först beskrevs av Fallen 1819.  Fucellia griseola ingår i släktet Fucellia och familjen blomsterflugor. Arten är reproducerande i Sverige. Inga underarter finns listade i Catalogue of Life.